# Dindigul
Dindigul è una suddivisione dell'India, classificata come municipality, di 196.619 abitanti, capoluogo del distretto di Dindigul, nello stato federato del Tamil Nadu. In base al numero di abitanti la città rientra nella classe I (da 100.000 persone in su).

## Geografia fisica
La città è situata a 10° 20' 60 N e 77° 57' 0 E e ha un'altitudine di 267 m s.l.m..

## Società

### Evoluzione demografica
Al censimento del 2001 la popolazione di Dindigul assommava a 196.619 persone, delle quali 98.969 maschi e 97.650 femmine. I bambini di età inferiore o uguale ai sei anni assommavano a 19.424, dei quali 10.065 maschi e 9.359 femmine. Infine, coloro che erano in grado di saper almeno leggere e scrivere erano 154.736, dei quali 82.780 maschi e 71.956 femmine.